# Bocşa (Sălaj)
Bocşa es una comuna ubicada en el distrito de Sălaj, Rumania.

## Superficie
Posee una superficie de 47,34 kilómetros cuadrados.

## Demografía
Hasta 2021 la población era de 3169 habitantes, con una densidad de población de 66,94 habitantes por kilómetro cuadrado.